# Milena Zupančič
Milena Zupančič, slovenska gledališka in filmska igralka, * 18. december 1946, Jesenice. 
Zupančičeva je ena najbolj prepoznavnih slovenskih gledaliških in filmskih igralk ter prejemnica več stanovskih nagrad. 

## Življenjepis
Kot otrok je živela z materjo samohranilko. Očeta ni poznala in ga nikoli ni videla. V osnovno šolo je hodila na podružnico OŠ prof. dr. Josipa Plemlja Bled v Bohinjski Beli. Kasneje, kot najstnica je obiskovala gimnazijo na Jesenicah in že takrat je vedela, da želi postati igralka. Debitirala je z vlogo študentke v filmu Oxygen, širše znana pa je predvsem po vlogah v dveh filmih Matjaža Klopčiča: kot Presečnikova Meta v Cvetju v jeseni in kot Žašlerca v Vdovstu Karoline Žašler. V skoraj štirih desetletjih nastopov na odrskih deskah, filmskem platnu in televizijskem zaslonu je odigrala veliko število glavnih vlog, za katere je prejela različne gledališke in filmske nagrade, med drugim številne puljske zlate arene, Borštnikov prstan (1999) in Prešernovo nagrado za trajen prispevek k razvoju slovenske kulture (1993). Prvakinja gledališkega ansambla ljubljanske Drame in ambasadorka Unicefa tudi danes skrbno izbira vloge. Med letoma 1973 in 1977 je bila z Radkom Poličem, kasneje pa se je poročila z Dušanom Jovanovićem.
Ambasadorka Unicefa je bila od leta 2000, novembra 2003 pa je postala tudi regionalna ambasadorka za zahodni Balkan. Leta 2011 je sodelovanje z Unicefom prekinila. Leta 2016 jo je slovenski predsednik Borut Pahor odlikoval z zlatim redom za zasluge za »ustvarjalni opus na področju slovenske gledališke in filmske umetnosti«. Istega leta (2016) je prejela nagrado bert za filmsko igro, 10. aprila 2018 je bila razglašena za častno občanko občine Bled. Veliko priznanje za igralske dosežke je 2019 na pariški Univerzi Sorbonne Paris Cité prejela iz rok predsedstva filmskega festivala SEE. Februarja 2022 je dobila tudi prestižno srbsko gledališko nagrado Tatjane Lukjanove za vlogo Sonje v predstavi Cement Beograd. Istega leta je prejela Badjurovo nagrado za življenjsko delo. Marca 2023 je bila imenovana za Slovenko leta 2022, marca 2025 je prejela odličje Marija Vera za življenjsko delo, maja pa je postala častna meščanka Ljubljane.

## Filmografija
- 2013 Srečen za umret (r. Matevž Luzar)
- 2005 Ohcet (r. P. Pašić)
- 2005 Warchild (r. C. Wagner)
- 2005 Na planincah (r. M. Hočevar)
- 2003 Pesnikov portret z dvojnikom (r. F. Slak)
- 1996 Felix (r. B. Šprajc)
- 1991 Ljubezen po kranjsko (r. A. Mlakar)
- 1987 Moj ata, socialistični kulak (r. M. Klopčič)
- 1986 Kormoran (r. A. Tomšič)
- 1985 Christophoros (r. A. Mlakar)
- 1984 Dediščina (r. M. Klopčič)
- 1984 Pejzaži u magli (r. J. Jovanović)
- 1981 Dečko koji obečava (r. M. Radivojević)
- 1979 Iskanja (r. M. Klopčič)
- 1979 Draga moja Iza (r. V. Duletič)
- 1979 Krč (r. B. Šprajc)
- 1979 Novinar (r. F. Hadžič)
- 1976 Idealist (r. I. Pretnar)
- 1976 Vdovstvo Karoline Žašler (r. M. Klopčič)
- 1974 Strah (r. M. Klopčič)
- 1973 Cvetje v jeseni (r. M. Klopčič)
- 1971 Mrtva ladja (r. R. Ranfl)
- 1970 Onkraj (r. J. Gale)
- 1968 Peta zaseda (r. F. Kosmač)

## Gledališke vloge
Zadnjih nekaj let Zupančičeva na odru Ljubljanske Drame.
- W. Shakespeare: Romeo in Julija – Pestunja
- M. Proust: Iskanje izgubljenega Časa – Oriane, vojvodinja de Guermantes
- T. Bernhard: Na cilju – Mati
- Y. Reza: En španski komad – Pilar
- A. E. Skubic: Fužinski bluz – Vera
- M. Hočevar: Smoletov vrt – Ljuba Smole